# Ashikaga Yoshiharu
En aquest nom japonès, el cognom és Ashikaga.
Ashikaga Yoshiharu (足利 義晴, 2 d'abril del 1511 - 20 de maig del 1550) va ser el dotzè shogun del shogunat Ashikaga i va governar entre el 1521 i el 1546 al Japó. Va ser el fill de l'onzè shogun Ashikaga Yoshizumi.
El 1521 va haver una lluita pel poder entre Askihaga Yoshitane i Hosokawa Takakuni, Yoshitane va haver de fugir a l'illa Awaji i Yoshiharu va esdevenir shogun, no obstant era un governant titella. La seva absència de poder polític i els constants expulsions que patia fora de Kyoto el van obligar a abdicar el 1546, al mig d'una lluita entre Miyoshi Nagayoshi i Hosokawa Harumoto.
Va ser succeït pel seu fill Ashikaga Yoshiteru. També el seu altre fill Ashikaga Yoshiaki va ser shogun (el quinzè i últim del shogunat Ashikaga).
Yoshiharu va ser el primer shogun que va rebre els primers europeus que van arribar al Japó el 1542.